# Conwentzia californica
Conwentzia californica är en insektsart som beskrevs av Meinander 1972. Conwentzia californica ingår i släktet Conwentzia och familjen vaxsländor. Inga underarter finns listade i Catalogue of Life.